# Kassina arboricola
Espèce
Statut de conservation UICN

 VU B2ab(iii) : Vulnérable
Kassina arboricola est une espèce d'amphibiens de la famille des Hyperoliidae.

## Répartition
Cette espèce se rencontre en Afrique de l'Ouest, :
- dans le sud de la Côte d'Ivoire ;
- dans le sud-est du Ghana.

## Publication originale
- Perret, 1985 : Description of Kassina arboricola n. sp. (Amphibia, Hyperoliidae) from the Ivory Coast and Ghana. South African Journal of Science, vol. 81, p. 196-199.